# Senobasis rhombungulata
Senobasis rhombungulata är en tvåvingeart som beskrevs av Carrera 1949. Senobasis rhombungulata ingår i släktet Senobasis och familjen rovflugor. Inga underarter finns listade i Catalogue of Life.